# Schischkinia
Schischkinia là một chi thực vật có hoa trong họ Cúc (Asteraceae).

## Loài
Chi Schischkinia gồm các loài: